# Hyecho Palus
La Hyecho Palus è una struttura geologica della superficie di Plutone.